# Food Force
Food Force ist ein Serious Game, das von dem Welternährungsprogramm der Vereinten Nationen (WFP) herausgegeben wurde. Es wurde von den Entwicklerstudios Deepend und Playerthree entwickelt und ist am 14. April 2005 für Windows und macOS erschienen.
Das Spiel handelt auf der fiktiven Insel Sheylan, die von einer Hungersnot bedroht wird. Als neuer Mitarbeiter beim WFP soll der Spieler den Bewohnern Sheylans helfen und die Hungersnot bekämpfen. Das WFP wollte mit dem Spiel Kinder und Jugendliche über Hungersnöte und die Arbeit des WFP informieren. Das Spiel wurde über 6 Millionen Mal heruntergeladen.

## Spielprinzip
Die Handlung von Food Force spielt auf der fiktiven Insel Sheylan, die unter einer Hungersnot leidet. Der Spieler steuert einen neuen Mitarbeiter in einem Team von UN-Experten, die den Menschen auf der Insel helfen wollen.
Das Spiel besteht aus sechs Missionen:
- Mission 1: Ein Pilot des WFP steuert einen Hubschrauber über Sheylan. In begrenzter Zeit muss der Spieler hungernde Menschengruppen finden und das Ausmaß der Hungersnot abschätzen.
- Mission 2: Es werden Nahrungsmittelrationen erstellt. Der Spieler muss diese ausgewogen befüllen, ohne das Budget zu überschreiten.
- Mission 3: Die Rationen werden aus einem Frachtflugzeug an die Bürger verteilt. Der Spieler soll die Pakete möglichst nah zu den Menschen werfen.
- Mission 4: Das WFP beschafft sich weitere Lebensmittel. Der Spieler koordiniert die Lieferungen aus der ganzen Welt, sodass jeden Tag genug Nahrung in Sheylan ankommt.
- Mission 5: Die Lebensmittellieferungen werden durch ein Katastrophengebiet geführt. Der Spieler muss Reifen auswechseln, Brücken über Abgründe bauen und durch ein Kriegsgebiet reisen und dort Minen auf der Straße entschärfen.
- Mission 6: Die Lebensmittel sind im WFP-Lager angekommen. Der Spieler koordiniert die Verteilung der Lebensmittel und Gelder, um ein Dorf über zehn Jahre zu entwickeln.

Vor jeder Mission wird in einer Zwischensequenz das Problem eingeführt und gezeigt, wie WFP-Helfer in der realen Welt das Problem lösen.

## Entwicklung und Veröffentlichung
Food Force wurde vom italienischen Design-Studio Deepend und dem britischen Entwicklerstudio Playerthree im Auftrag des WFP entwickelt. Das Spiel wurde am 14. April 2005 zunächst nur in einer englischen Version vom WFP veröffentlicht, Übersetzungen in weitere Sprachen folgten zu späteren Zeitpunkten. Es war über eine eigene Website kostenlos herunterladbar. Eine japanische Übersetzung des Spiels wurde im Oktober 2005 vom japanischen Entwicklerstudio Konami veröffentlicht. Außerdem entwickelte und veröffentlichte Konami eine zweite Version von Food Force in Japan mit Erwachsenen als Zielgruppe. Eine deutsche Übersetzung des Spiels erschien im Mai 2007.

## Rezeption

### Pädagogische Einschätzung
Aus pädagogischer Sicht schätzte der Spieleratgeber-NRW das Spiel als „gelungenes Serious Game“ ein. Auch wenn die veraltete Grafik und das nicht allzu spannende Spielprinzip Kinder davon abhalten könne, das Spiel in ihrer Freizeit zu spielen, könne sich eine Einbindung des Spiels in den Unterricht lohnen. Für eine angemessene Reflexion des Spielinhalts reiche das Spiel allein allerdings nicht, besser sei eine Einarbeitung von Food Force in eine größere Unterrichtseinheit zum Thema Entwicklungshilfe.
Auch Marc Motyka nannte Food Force als Beispiel für Videospiele im Politikunterricht. Ihm zufolge eignet sich das Spiel für den Politikunterricht, da es Schülern das „abstrakte Problem Hunger näher bringen“ kann und es als Spiel motivationsfördernd ist. Er kritisierte aber, dass das Spiel auf mehrere komplexe Strukturen wie die Ursachen von Hungersnöten nicht ausreichend eingehe und das WFP sich selbst im Spiel idealisiere. Für eine Einbindung in den Unterricht seien daher „weitere didaktische Maßnahmen“ notwendig.

### Downloadzahlen
Nach Angaben der Vereinten Nationen wurde das Spiel über sechs Millionen Mal heruntergeladen.

## Nachfolger
Am 30. November 2011 veröffentlichte das WFP mit dem gleichnamigen Food Force einen Nachfolger zum Spiel. Es wurde vom japanischen Entwicklerstudio Konami entwickelt und war, anders als sein Vorgänger, ein über Facebook spielbares Online-Spiel.